# Van Tassell, Wyoming
Van Tassell är en småstad i östra Wyoming i USA, belägen i Niobrara County vid U.S. Route 20, omkring 3 km väster om delstatsgränsen mot Nebraska. Av historiska skäl har staden administrativt självstyre trots sin låga befolkning. Staden hade 15 invånare vid 2010 års folkräkning och är därigenom den minst befolkade staden i det minst befolkade countyt i USA:s minst befolkade delstat, dock inte den minsta staden i hela Wyoming.
Orten grundades när Fremont, Elkhorn and Missouri Valley Railroad (idag del av BNSF) drogs genom staden 1886. Namnet togs från ranchägaren R. S. Van Tassell. Postkontoret öppnades 1910 och orten fick kommunalt självstyre 1916. Efter att den väg som senare byggdes ut till U.S. Route 20 dragits genom området på 1920-talet kom orten att förlora sin funktion som lokal handelsplats till de närbelägna större orterna Lusk, Wyoming och Harrison, Nebraska, med kraftigt sjunkande befolkningstal. Järnvägen har senare dragits om och går idag inte längre genom staden.

## Externa länkar

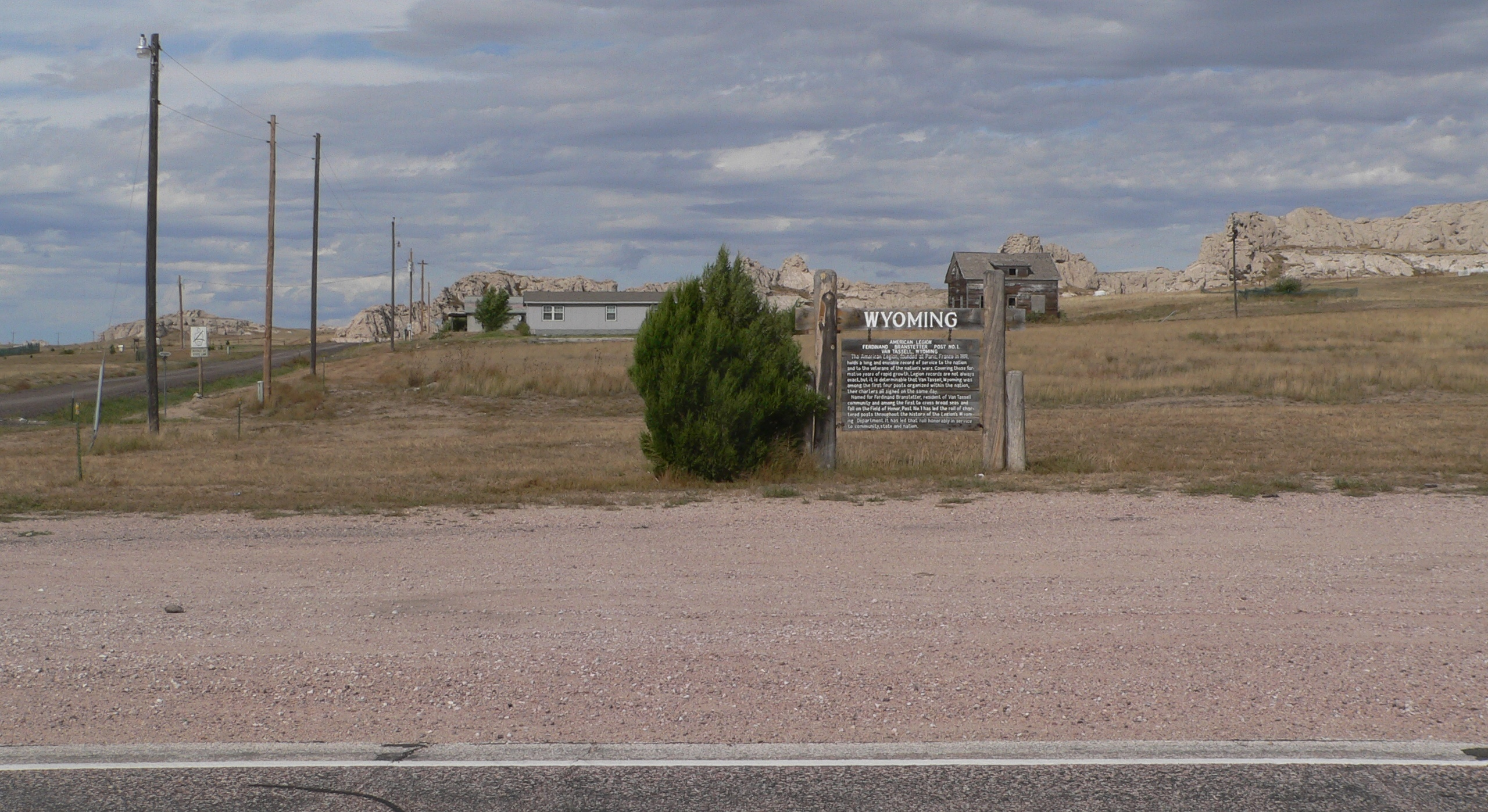
Den tidigare platsen för American Legions postering nummer 1, döpt efter Van Tasselbon Ferdinand Branstetter som stupade i första världskriget.